# Salvador Puig i Antich
Salvador Puig i Antich, àlies el Metge, (Barcelona, 30 de maig del 1948 - 2 de març del 1974) fou un anarquista i antifeixista català, lluitador en pro de l'alliberament de la classe obrera actiu durant els anys seixanta i començaments dels setanta. Va morir executat al garrot vil pel règim franquista després de ser jutjat per un tribunal militar i condemnat a mort com a culpable de la mort del subinspector de 23 anys Francisco Anguas Barragán a Barcelona.

## Família
Salvador era el tercer de sis germans d'una família obrera. Son pare, Joaquim Puig i Quer, fou militant d'Acció Catalana durant la República i s'exilià a França, on romangué retingut al camp de refugiats d'Argelers de la Marenda. En tornar a Catalunya, va ser condemnat a mort, tot i que se l'indultà en l'últim moment. Sembla que arrossegà tota la vida una existència turmentada com a perdedor de la guerra. Sa mare, Immaculada Antich Parellada, era mestra. El seu germà, Joaquim Puig Antich, era un conegut psiquiatre que treballava als Estats Units.

## Joventut
El jove Salvador va començar estudiant al col·legi La Salle Bonanova fins que en fou expulsat per indisciplina. Més endavant va entrar al col·legi dels Salesians de Mataró, on va acabar el batxillerat de lletres i on conegué el pare Manero. A partir dels setze anys, compaginà la feina en una oficina amb els estudis nocturns a l'Institut Joan Maragall de Barcelona, on feu amistat amb Xavier Garriga, militant de les Forces Socialistes Federals i els germans Oriol i Ignasi Solé Sugranyes, aquest militant d'Acció Comunista, tots futurs companys seus al Moviment Ibèric d'Alliberament o MIL.

## Militància

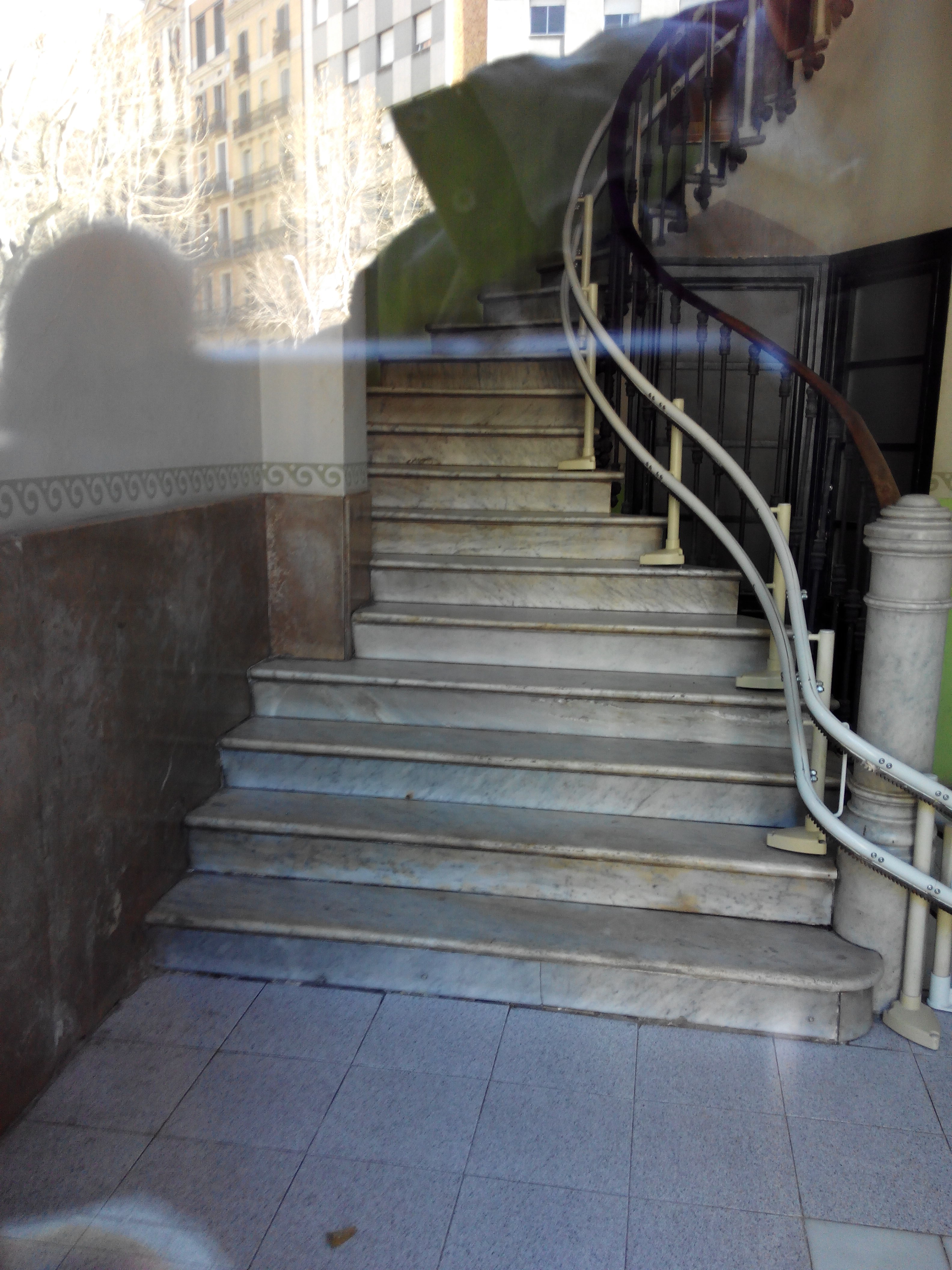
Portal del carrer Girona número 70 de Barcelona on van detenir Salvador Puig i Antich. Noteu l'impacte de bala entre el segon i tercer graons

Els episodis del Maig francès del 1968 foren decisius perquè Puig Antich decidís de llançar-se a la lluita armada. La seva primera militància va ser a les Comissions Obreres i va formar part de la Comissió d'Estudiants de l'Institut Maragall. Ideològicament, aviat evolucionà cap a posicions anarquistes que rebutjaven qualsevol mena de dirigisme i jerarquia en les organitzacions polítiques i sindicals, en la lluita de la classe obrera cap a l'emancipació. Després d'iniciar estudis universitaris de Ciències Econòmiques i d'abandonar-los perquè no li n'agradava la visió massa cientifista, va fer el servei militar a Eivissa entre 1970 i 1971, i va ser destinat a la infermeria de la caserna.
Un cop llicenciat, s'incorporà a la nova organització Moviment Ibèric d'Alliberament i s'integrà en la branca armada, que es movia amb facilitat en el món de la lluita clandestina i viatjaven sovint a Occitània per aprendre a fer sabotatges i robar cotxes, on es relacionaven amb vells militants cenetistes.
Després de l'arrest el setembre de 1972 d'Oriol Solé i Jean-Claude Torres a Tolosa pel robatori de material d'impremta, tornà a Catalunya per incorporar-se a les activitats armades, que consistien generalment a fer atracaments a bancs de les quals es destinava el botí a finançar les publicacions clandestines del grup i a ajudar els vaguistes i els obrers detinguts. Les funcions de Puig eren administrar la farmaciola, fet que li va valer el malnom del metge, i fer de xofer en les accions del grup. El seu primer cop va ser l'octubre de 1972 a la sucursal de Caixa Laietana de Mataró".
El 2 de març de 1973, un comptable de la sucursal del Banco Hispanoamericano a Barcelona va resultar ferit greu durant un robatori perpetrat per Salvador Puig Antich, Jean Marc Rouillant, Josep Lluís Pons Llovet i Jordi Solé Sugranyes, i a partir de llavors, la policia va crear un grup especial per desmantellar aquesta banda. La nova situació va crear dubtes i contradiccions dins del MIL i l'agost de 1973, en una reunió a França, la majoria dels seus membres, descontents amb la trajectòria del grup, van decidir dissoldre-la i alguns militants van passar a OLLA. Tot i això, Puig Antich, que havia meditat passar també a OLLA, els germans Solé Sugranyes i Josep Lluís Pons van decidir continuar.
El 21 de juny de 1973 Salvador Puig Antich es va reunir amb Xavier Garriga Paituví i Pilar Garcia al bar Placidia, on es va deixar una bossa amb una pistola i documentació comprometedora, i a l'agost del 1973, es reuniren a Tolosa de Llenguadoc per tal de celebrar el Congrés d'Autodissolució del MIL. El setembre, després de l'atracament en una oficina de La Caixa de Bellver de Cerdanya, la policia endegà una forta ofensiva contra els militants del MIL.
Primer caigueren Oriol Solé Sugranyes i Josep Lluís Pons Llobet, i, a continuació, Santi Soler, que fou detingut, interrogat i, sotmès a tortura, acabà confessant els llocs de trobada clandestina dels seus companys. El mateix Santi Soler fou utilitzat de parany per la policia de la Brigada Político-Social de paisà per detenir Xavier Garriga Paituví i Salvador Puig Antich. L'operació, minuciosament preparada, s'efectuà la tarda del 25 de setembre de 1973 a la cantonada entre els carrers de Girona i del Consell de Cent de Barcelona. Els dos activistes van ser detinguts davant del bar Funicular, on havien quedat amb Santi Soler. Tot seguit, els policies els van fer entrar al portal del número 70 del carrer de Girona, on s'esdevingué un tiroteig a conseqüència del qual Puig Antich quedà malferit per un tret a la mandíbula i un altre a l'espatlla, mentre que el jove policia Francisco Anguas Barragán resultà mort i Jean-Marc Rouillan i Jean-Claude Torres van poder escapar. Tant Jean-Marc Rouillan, present en l'acció, com Jesús Irurre, funcionari de presons que es va fer amic de Salvador Puig a la presó, afirmen que Puig Antich va disparar durant la seva detenció.

## Empresonament i mort
Salvador Puig Antich fou empresonat, acusat de ser l'autor dels trets que causaren la mort a Anguas Barragán i d'haver participat en l'atracament d'un banc. Posteriorment, va ser jutjat en consell de guerra i condemnat a mort per un règim amb set de venjança després de la mort de Carrero Blanco.
La mobilització per tal d'evitar-ne execució fou espontània, però minoritària i amb actes de vegades contundents. El Comitè de Solidaritat Pro-presos MIL de Barcelona va trigar a crear-se, i va tenir un cert ressò, tenint en compte les limitacions a la llibertat d'expressió durant la dictadura. A l'Assemblea de Catalunya, partits com el PSUC i figures com Josep Benet van manifestar objeccions a l'hora de vincular aquesta plataforma amb el militant llibertari. La reacció de la CNT a l'exili fou més aviat tèbia, llevat de la d'un grup de dissidents de Tolosa de Llenguadoc. A tot Europa, la reacció va ser immediata: Libération va ser el primer de donar l'alerta i el primer comitè de solidaritat va néixer gràcies al grup vinculat al Frente Libertario. S'organitzaren manifestacions demanant la commutació de la pena capital, i hi hagué diverses gestions encaminades a la commutació de la pena per part de diverses institucions i personalitats, incloent-hi la Comissió Europea i alts mandataris governamentals com el canceller alemany Willy Brandt i el Papa Pau VI.
Franco es mantingué ferm i no concedí l'indult. Salvador Puig Antich, de 25 anys, fou executat amb el mètode del garrot vil en una cel·la de la presó Model de Barcelona el 2 de març del 1974, a les 9:40 hores del matí i traslladat al cementiri de Montjuïc, on el seu cos reposa al nínxol 2.737 (agrupació 14).
Les autoritats franquistes van decidir l'execució a Tarragona, i també a garrot vil, el mateix dia que Puig Antich, de l'alemany Georg Michael Welzel (tot i que sempre fou presentat a l'opinió pública com a polonès), conegut com a Heinz Ches.
L'escriptor i periodista Jordi Panyella va escriure un llibre titulat Salvador Puig Antich, cas obert (Angle Editorial, 2014) que, a partir de nous testimonis, mostra les irregularitats del judici de Puig Antich i revela que el sumari va ser alterat perquè es van fer desaparèixer proves clau que podrien haver evitat la pena de mort. Tot i això, el Tribunal Suprem d'Espanya es mostra contrari a revisar el procés. El seu fons personal està dipositat al CRAI Biblioteca del Pavelló de la República de la Universitat de Barcelona, i consta de correspondència rebuda o/i escrita per Salvador Puig Antich, documents relacionats amb la seva detenció, judici i execució, poemes i documents dedicats a ell, i un recull de premsa.

## Querelles a Argentina i Barcelona
El desembre de 2013, Merçona Puig Antich, una de les germanes de Salvador, va interposar una querella davant de la justícia argentina, integrada dins d'una causa general contra els crims del franquisme. En aquest sentit, la jutgessa María Servini de Cubría cità a declarar, sense èxit, als ministres franquistes Rodolfo Martín Villa, José Utrera Molina (signant de la condemna de mort), Antonio Carro Martínez, Alfonso Osorio García, José María Sánchez-Ventura Pascual i Fernando Suárez González, així com l'advocat redactor de la sentència de mort Carlos Rey González, l'exfiscal del Tribunal Suprem espanyol Antonio Troncoso i l'ex-jutge Jesús Cejas Mohedano.
En març de 2017 l'Ajuntament de Barcelona i les germanes de Salvador Puig Antich van querellar-se contra el jutge que va redactar la sentència de mort, Carlos Rey González, però l'Audiència de Barcelona la va arxivar l'agost del 2020 en considerar que el delicte de lesa humanitat que se li atribueix no se li podia aplicar a causa de la Llei d'Amnistia espanyola de 1977, que impediria investigar-lo.

## Reparació del seu assassinat
El 6 de juliol del 2017 es publica en el Diari Oficial de la Generalitat de Catalunya la Llei 11/2017, de reparació jurídica de les víctimes del franquisme, aprovada dies abans al Parlament de Catalunya per unanimitat. Salvador Puig i Antich és el quart nom de la pàgina 1875.
El 16 d'octubre de 2024 l'Estat espanyol li va fer un acte de reconeixement i reparació com a víctima del franquisme, amb la declaració de la nul·litat de la sentència del Consell de Guerra que el va condemnar. L'Estat reconegué que el militant antifeixista va ser condemnat per un tribunal «il·legal i il·legítim». Les seves quatre germanes varen rebre el document de reparació de mans del ministre de Política Territorial i Memòria Democràtica, Ángel Víctor Torres.

## Homenatges
Joan Miró va pintar el tríptic L'esperança del condemnat a mort en referència a l'esperança de mesura de gràcia que es va demanar per al jove llibertari.
El 5 de març de 2016, Ada Colau, alcaldessa de Barcelona va inaugurar un mirador amb vistes a la ciutat del barri de les Roquetes amb el seu nom, col·locant un monument a la plaça en record del jove anarquista obra de l'arquitecte Nicolás Aparicio i l'artista Gerard Cuartero. Colau va reivindicar en la seva intervenció la memòria anarquista de la ciutat de Barcelona i va anomenar Barcelona “anticapitalista, feminista i antisistema”, i va condemnar la impunitat dels crims del franquisme. L'homenatge va comptar amb l'assistència de les seves germanes, l'exalcalde Xavier Trias, la presidenta del Parlament de Catalunya Carme Forcadell i el cantant Joan Isaac que van interpretar diverses de les seves cançons, entre elles “A Margalida” dedicada al jove anarquista.

## Cultura popular
- El 1974 Lluís Llach escrigué la cançó I si canto trist, com a homenatge a la persona i en record de la seva tràgica mort.
- El 1976 Joan Isaac compongué A Margalida, una cançó dedicada a la mallorquina Margalida Bover i Vadell, l'enamorada de Salvador Puig Antich.[25]
- El 1977 la companyia Els Joglars va produir l'obra La Torna que tractava sobre l'execució de Heinz Chez com a distracció del cas Puig Antich.
- El 1996 l'Ateneu Enciclopèdic Popular publica Antologia Poètica a la memòria de Salvador Puig Antich, a cura i selecció de Ricard de Vargas Golarons.[26]
- El 2001 el periodista Francesc Escribano escrigué la novel·la Compte enrere: la història de Salvador Puig, basada en la seva vida.
- El setembre del 2006 s'estrenà la pel·lícula Salvador (Puig Antich), dirigida per Manuel Huerga i basada en la novel·la d'Escribano.
- El 2024 la plataforma 3Cat estrenà la minisèrie documental Puig Antich. El llibre vermell sobre la seva mort.[27]